# Parafia Opieki Najświętszej Maryi Panny w Radomiu
Parafia pw. Opieki Najświętszej Maryi Panny w Radomiu – parafia rzymskokatolicka usytuowana w Radomiu. Należy do dekanatu Radom-Centrum diecezji radomskiej.

## Historia
- 28 kwietnia 1921 została erygowana parafia pw. Opieki Najświętszej Maryi Panny przez bp. Mariana Ryxa. Kościół został konsekrowany  11 czerwca 1962 przez bp. Piotra Gołębiowskiego. 3 października 1981 kościół Opieki NMP otrzymał tytuł konkatedry. Bp Edward Materski erygował 25 czerwca 1986 kapitułę konkatedralną św. Kazimierza przy konkatedrze. Na mocy bulli Jana Pawła II „Totus Tuus Poloniae populus” z 25 marca 1992 powołano do istnienia diecezję radomską, a dotychczasowy kościół konkatedralny stał się katedrą nowej diecezji.

## Zasięg parafii
Do parafii należą wierni z Radomia mieszkający przy ulicach: Belina-Prażmowskiego, Bogusławskiego, Broni, Bydgoska, Curie-Skłodowskiej (nr. od 2, parzyste), Czachowskiego, 25-go Czerwca (nr. 1-55, 2-56), Dowkonta, Dzierzkowska, Hoppera, Jaracza, Konstytucji 3 Maja, Kościuszki (strona nieparzysta), Mickiewicza, Młynarska (nr. 1-7, nieparzyste), Moniuszki, Narutowicza (nr 1, 1a, 1b), Niedziałkowskiego (nr. 2, 4, 6), Nowogrodzka, Osterwy, Piłsudskiego, Planty (nr. 1-7, 2-16), Poniatowskiego, Prusa, Sienkiewicza, Słowackiego (nr. 1-51, 2-26), Solskiego, Traugutta (nr. 1-35, 4-58), Waryńskiego, Wyszyńskiego, Zacisze, Żeromskiego (nr. 57-85, 12-118).

## Grupy parafialne
Ministranci, Schola, Cecyliański Chór Katedralny, Kameralny Chór Mieszany im. bpa Jana Chrapka, Akcja Katolicka, Biel, Caritas, Grupa św. Ojca Pio, KSM, Oaza Rodzin, Rodziny Nazaretańskie, Ruch Światło-Życie, Duszpasterstwo Pielgrzymkowe, Duszpasterstwo Trzeźwości, Katecheza na Dorosłych, Katecheza na Narzeczonych-kurs przedmałżeński

## Proboszczowie
- 1921–1929 – bł. ks. prał. Kazimierz Sykulski
- 1929–1945 – ks. prał. Dominik Ściskała
- 1945–1947 – ks. prał. Stanisław Koprowski
- 1947–1949 – ks. prał. Henryk Gierycz
- 1949–1953 – ks. kan. Jan Wiącek
- 1953–1954 – ks. Kazimierz Dunikowski (administrator)
- 1954–1961 – ks. kan. Wacław Pośpieszyński
- 1961–1965 – ks. Wojciech Staromłyński (administrator)
- 1965–1988 – ks. inf. Wojciech Staromłyński
- 1988–2002 – ks. inf. Marian Cukrowski
- 2002–2014 – ks. prał. Edward Poniewierski
- od 2014 – ks. kan. Krzysztof Ćwiek